# Shamim Bangi
Bridget Shamim Bangi (* 6. Juli 1993) ist eine ugandische Badmintonspielerin. 

## Karriere
Shamim Bangi nahm 2010 an den Commonwealth Games teil. 2009 siegte sie bei den Uganda International, 2012 bei den Ethiopia International. Bei der Badminton-Afrikameisterschaft 2012 gewann sie Bronze. 2014 gewann sie das Mixedturnier bei den Ethiopia International.